# كارول دانفرز
كارول دانفرز (بالإنجليزية: Carol Danvers)‏ هي شخصية خيالية من إنتاج مارفل كومكس تظهر في المسلسلات التلفزيونية والقصص المصورة التي تنتجها مارفل، وكارول دانفرز من تأليف روي توماس وجين كولان، وظهرت الشخصية لأول مرة في القصص المصورة في مارس من عام 1968.